# Copa Mundial de Críquet de 1983
La Copa Mundial de Críquet de 1983 (alias, Prudential Cup 1983) fue la tercera edición del torneo. Se desarrolló del 9 de junio al 25 de junio de 1983 en Inglaterra. 8 países tomaron parte en el acontecimiento. Las preliminares se jugaron en dos grupos de cuatro equipos. Los primeros dos equipos en cada grupo jugaron las semifinales, cuyos ganadores jugaron la final.

## Participantes
- Australia (Grupo B)
- Inglaterra (Grupo A)
- India (Grupo B)
- Nueva Zelanda (Grupo A)
- Pakistán (Grupo A)
- Sri Lanka (Grupo A)
- Indias Occidentales (Grupo B)

Otros equipos
- Zimbabue (Grupo B)

## Etapa de grupos

### Grupo A
| Equipo        | Pts | Jj | G | P | NR | PC    |
| ------------- | --- | -- | - | - | -- | ----- |
| Inglaterra    | 20  | 6  | 5 | 1 | 0  | 4.671 |
| Pakistán      | 12  | 6  | 3 | 3 | 0  | 4.014 |
| Nueva Zelanda | 12  | 6  | 3 | 3 | 0  | 3.927 |
| Sri Lanka     | 4   | 6  | 1 | 5 | 0  | 3.752 |

### Grupo B
| Equipo              | Pts | Jj | G | P | NR | PC    |
| ------------------- | --- | -- | - | - | -- | ----- |
| Indias Occidentales | 20  | 6  | 5 | 1 | 0  | 4.308 |
| India               | 16  | 6  | 4 | 2 | 0  | 3.870 |
| Australia           | 8   | 6  | 2 | 4 | 0  | 3.808 |
| Zimbabue            | 4   | 6  | 1 | 5 | 0  | 3.492 |

## Ronda final
|  | Semifinales                            | Semifinales         |     |  | Final                         | Final |  |
|  |                                        |                     |     |  |                               |       |  |
|  | 22 de junio - Old Trafford, Mánchester |                     |     |  |                               |       |  |
|  | Inglaterra                             | 213                 |     |  |                               |       |  |
|  | India                                  | 217/4               |     |  |                               |       |  |
|  |                                        |                     |     |  |                               |       |  |
|  |                                        |                     |     |  | 25 de junio - Lord's, Londres |       |  |
|  |                                        |                     |     |  | India                         | 183   |  |
|  |                                        | Indias Occidentales | 140 |  |                               |       |  |
|  |                                        |                     |     |  |                               |       |  |
|  |                                        |                     |     |  |                               |       |  |
|  |                                        |                     |     |  |                               |       |  |
|  | 22 de junio - The Oval, Londres        |                     |     |  |                               |       |  |
|  | Pakistán                               | 184/8               |     |  |                               |       |  |
|  | Indias Occidentales                    | 188/2               |     |  |                               |       |  |

- Datos: Q1139931
- Multimedia: Cricket World Cup 1983 / Q1139931